# Rhamphomyia geisha
Rhamphomyia geisha är en tvåvingeart som beskrevs av Frey 1952. Rhamphomyia geisha ingår i släktet Rhamphomyia och familjen dansflugor. Inga underarter finns listade i Catalogue of Life.